# Tánaiste
Tánaiste, An Tánaiste (IPA: /ˈtˠ̪ɑːnəʃtʲə/; liczba mnoga Tánaistí /ˈtˠ̪ɑːnəʃtʲiː/) – osoba pełniąca funkcję wicepremiera w rządzie Irlandii.
Jest mianowana przez premiera (Taoiseach) każdorazowo przy powoływaniu składu rządu. Przeważnie obejmuje także któryś z resortów w rządzie. Zastępuje premiera w przypadku jego nieobecności, śmierci lub uznania za niezdolnego do pełnienia urzędu. Pełni tę funkcję, dopóki prezydent nie powoła na urząd nowego premiera.
Nazwa została przyjęta wraz z Konstytucją Irlandii w 1937, wcześniej urząd ten nosił nazwę Wiceprzewodniczący Rady Wykonawczej Wolnego Państwa Irlandzkiego.

## Lista Tánaistí
| Lp. | Nazwisko                         | Objęcie urzędu    | Koniec urzędu        | Partia                |
| --- | -------------------------------- | ----------------- | -------------------- | --------------------- |
| 1.  | Seán T. O’Kelly                  | 29 grudnia 1937   | 14 czerwca 1945      | Fianna Fáil           |
| 2.  | Seán Lemass (1. kadencja z 3)    | 14 czerwca 1945   | 18 lutego 1948       | Fianna Fáil           |
| 3.  | William Norton (1. kadencja z 2) | 18 lutego 1948    | 13 czerwca 1951      | Partia Pracy          |
|     | Seán Lemass (2. kadencja z 3)    | 13 czerwca 1951   | 2 czerwca 1954       | Fianna Fáil           |
|     | William Norton (2. kadencja z 2) | 2 czerwca 1954    | 20 marca 1957        | Partia Pracy          |
|     | Seán Lemass (3. kadencja z 3)    | 20 marca 1957     | 23 czerwca 1959      | Fianna Fáil           |
| 4.  | Seán MacEntee                    | 23 czerwca 1959   | 21 kwietnia 1965     | Fianna Fáil           |
| 5.  | Frank Aiken                      | 21 kwietnia 1965  | 2 lipca 1969         | Fianna Fáil           |
| 6.  | Erskine H. Childers              | 2 lipca 1969      | 14 marca 1973        | Fianna Fáil           |
| 7.  | Brendan Corish                   | 14 marca 1973     | 5 lipca 1977         | Partia Pracy          |
| 8.  | George Colley                    | 5 lipca 1977      | 30 czerwca 1981      | Fianna Fáil           |
| 9.  | Michael O’Leary                  | 30 czerwca 1981   | 9 marca 1982         | Partia Pracy          |
| 10. | Ray MacSharry                    | 9 marca 1982      | 14 grudnia 1982      | Fianna Fáil           |
| 11. | Dick Spring (1. kadencja z 3)    | 14 grudnia 1982   | 20 stycznia 1987     | Partia Pracy          |
| 12. | Peter Barry                      | 20 stycznia 1987  | 10 marca 1987        | Fine Gael             |
| 13. | Brian Lenihan                    | 10 marca 1987     | 31 października 1990 | Fianna Fáil           |
| 14. | John P. Wilson                   | 13 listopada 1990 | 12 stycznia 1993     | Fianna Fáil           |
|     | Dick Spring (2. kadencja z 3)    | 12 stycznia 1993  | 17 listopada 1994    | Partia Pracy          |
| 15. | Bertie Ahern                     | 19 listopada 1994 | 15 grudnia 1994      | Fianna Fáil           |
|     | Dick Spring (3. kadencja z 3)    | 15 grudnia 1994   | 26 czerwca 1997      | Partia Pracy          |
| 16. | Mary Harney                      | 26 czerwca 1997   | 13 września 2006     | Progresywni Demokraci |
| 17. | Michael McDowell                 | 13 września 2006  | 14 czerwca 2007      | Progresywni Demokraci |
| 18. | Brian Cowen                      | 14 czerwca 2007   | 7 maja 2008          | Fianna Fáil           |
| 19. | Mary Coughlan                    | 7 maja 2008       | 9 marca 2011         | Fianna Fáil           |
| 20. | Eamon Gilmore                    | 9 marca 2011      | 4 lipca 2014         | Partia Pracy          |
| 21. | Joan Burton                      | 4 lipca 2014      | 6 maja 2016          | Partia Pracy          |
| 22. | Frances Fitzgerald               | 6 maja 2016       | 29 listopada 2017    | Fine Gael             |
| 23. | Simon Coveney                    | 30 listopada 2017 | 27 czerwca 2020      | Fine Gael             |
| 24. | Leo Varadkar                     | 27 czerwca 2020   | 17 grudnia 2022      | Fine Gael             |
| 25. | Micheál Martin                   | 17 grudnia 2022   | 23 stycznia 2025     | Fianna Fáil           |
| 26. | Simon Harris                     | 23 stycznia 2025  | nadal                | Fine Gael             |

## Źródła
- Strona oficjalna. www.gov.ie. (ang.).